# Aristomene

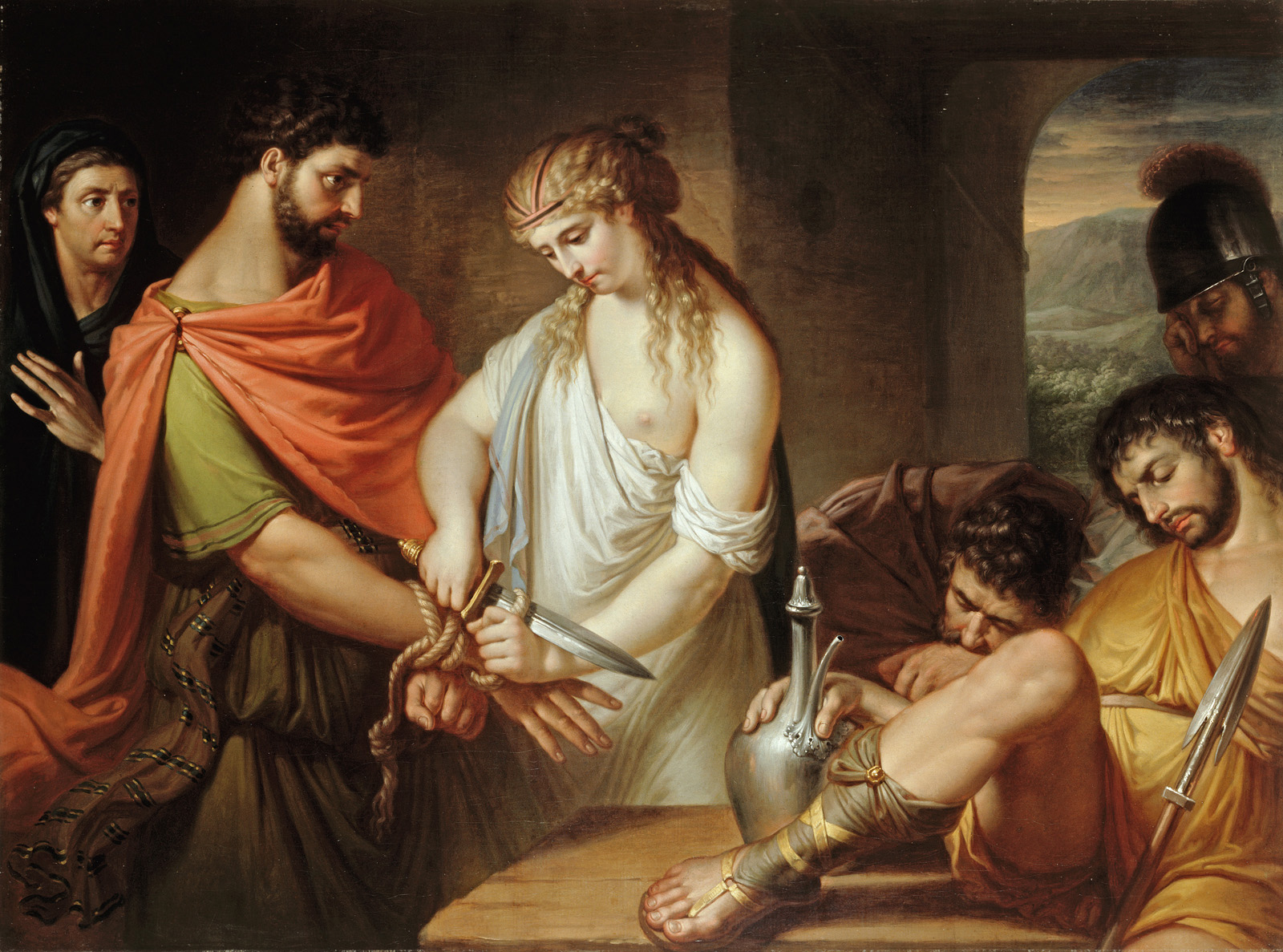
O fată îl salvează pe Aristomene.
Pictură de Franz Caucig

Aristomene a fost un rege din Messinia, celebrat pentru lupta sa cu spartanii din al Doilea Război Messinian⁠(en)[traduceți], și rezistența lui de pe muntele Ira timp de 11 ani. În cele din urmă a fost încercuit pe munte de inamici, dar a scăpat, fiind salvat de către zei; a murit pe insula Rodos.
A fost venerat ca un erou în Messinia și în alte locuri.
Este, de asemenea, în conformitate cu Sir Richard Francis Burton, sursa de inspirație principală pentru una dintre călătoriile lui Sinbad marinarul din O mie și una de nopți.